# فرودگاه لانگیر سوالبارد
فرودگاه لانگیر سوالبارد  (به انگلیسی: Svalbard Airport, Longyear) (به زبان بومی: Svalbard lufthavn, Longyear) یک فرودگاه همگانی مسافربری با کد یاتا LYR است که یک باند فرود آسفالت دارد و طول باند آن ۲۳۲۳ متر است. این فرودگاه در شهر سوالبارد کشور نروژ قرار دارد و در ارتفاع ۲۷ متری از سطح دریا واقع شده است.

## شرکت‌های هواپیمایی و مقصدهای پروازی

### مسافری

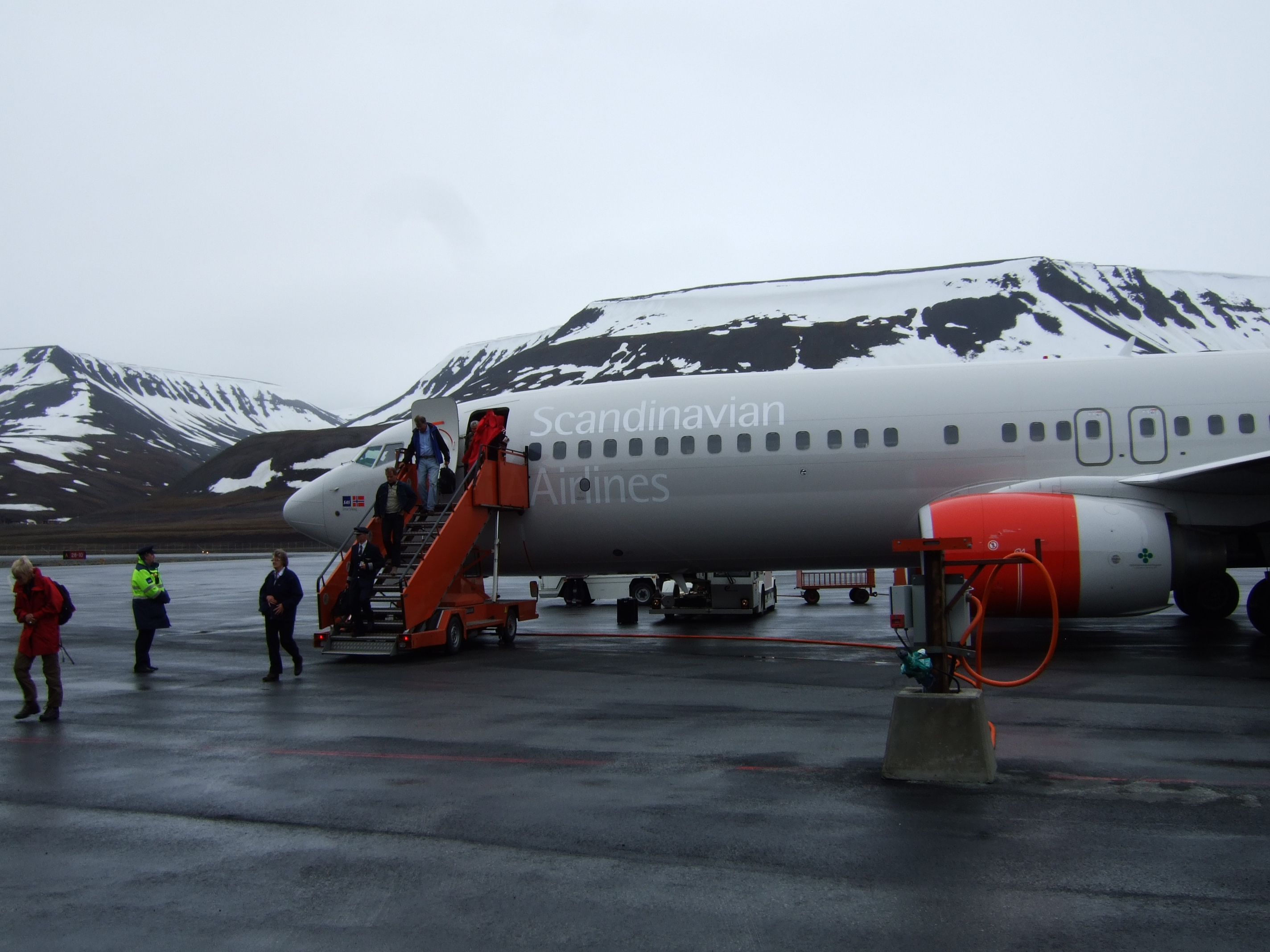
Passengers disembarking a هواپیمایی اسکاندیناوی بوئینگ ۷۳۷ نسل بعدی

| شرکت‌های هواپیمایی         | مقصدهای پروازی                       |
| ------------------------- | ------------------------------------ |
| آتلانتیک ایرویز           | چارتر فصلی: کپنهاگ                   |
| Arktikugol                | Barentsburg، Pyramiden فصلی: شرمتیوو |
| Lufttransport             | هامنرابن نی-السوند، سویا             |
| نورداستار                 | چارتر فصلی: دوموده‌دوو                |
| نروجین ایر شاتل           | گاردرموئن اسلو                       |
| هواپیمایی اسکاندیناوی     | گاردرموئن اسلو، ترومسا               |
| سوئیس اینترنشنال ایرلاینز | چارتر فصلی: زوریخ                    |

### باری

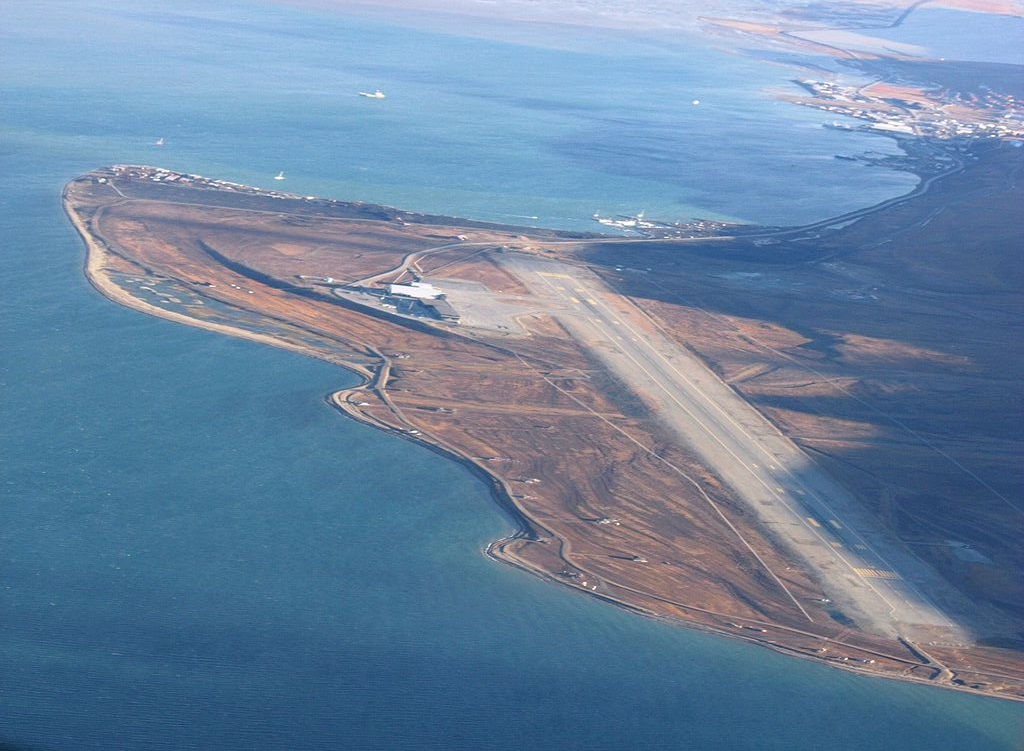
Overview of the airport

| شرکت‌های هواپیمایی      | مقصدهای پروازی  |
| ---------------------- | --------------- |
| ای‌اس‌ال ایرلاینز فرانسه | شارل دوگل پاریس |